# Lasioglossum subcarum
Lasioglossum subcarum är en biart som först beskrevs av Cockerell 1930.  Lasioglossum subcarum ingår i släktet smalbin, och familjen vägbin. Inga underarter finns listade i Catalogue of Life.